# The Night Porter
The Night Porter (oorspronkelijke titel: Il Portiere di notte) is een Italiaanse dramafilm uit 1974 van Liliana Cavani met in de hoofdrollen Dirk Bogarde en Charlotte Rampling.
Het scenario van de film is gebaseerd op interviews van regisseur Cavani met een overlevende van de Holocaust.
The Night Porter is een controversiële film over een overlevende van een concentratiekamp die een sadomasochistische relatie aangaat met een voormalige SS-officier. De reacties op de film waren gemengd. Sommige critici, zoals Roger Ebert (in zijn recensie in de Chicago Sun van 10 februari 1975), vonden het ongepast om het thema van de Holocaust op deze manier uit te werken, terwijl anderen Cavani prezen om haar moed om grensoverschrijdende seksualiteit te koppelen aan thema's als het stockholmsyndroom en de verwerking van de nazigruwelen.

## Verhaal
In 1957, twaalf jaar na het einde van de Tweede Wereldoorlog werkt de voormalige SS-officier Max Aldorfer als nachtportier in een Weens hotel. In het hotel komt regelmatig een geheime naziorganisatie bijeen om besluiten te nemen over de eliminatie van mogelijk gevaarlijke getuigen tegen nazi's.
Aldorfer ziet op een gegeven moment een geest uit het verleden terugkeren als Lucia met haar man in het hotel komt logeren. Dertien jaar geleden was Aldorfer gestationeerd in een concentratiekamp waar hij de gevangenen martelde. Een van die gevangenen was Lucia. Hoewel Max Lucia ook vaak in bescherming nam, was hun relatie toch die van beul en slachtoffer. Zo dwong hij Lucia, gekleed in delen van een SS-uniform, om een liedje van Marlene Dietrich te zingen. Hij 'beloonde' haar met het hoofd van een van haar medegevangenen, iemand die haar voortdurend dwarszat.
In Wenen beginnen de voormalige beul en zijn slachtoffer weer een relatie gebaseerd op sadomasochisme. Maar de geheime naziorganisatie heeft inmiddels een opdracht voor Max. Hij moet een belangrijke getuige uit de weg ruimen, een van zijn vrienden. De nazi's komen ook achter het bestaan van Lucia en ze eisen van Max dat hij haar uitlevert aan hen. Maar Max vlucht samen met Lucia naar zijn appartement. Daar verblijven ze zonder eten en zonder frisse lucht en raken meer en meer verstrikt in hun obsessieve seksuele relatie.

## Rolverdeling
| Acteur             | Personage                |
| ------------------ | ------------------------ |
| Dirk Bogarde       | Maximilian Theo Aldorfer |
| Charlotte Rampling | Lucia Atherton           |
| Gabriele Ferzetti  | Hans                     |
| Isa Miranda        | gravin Stein             |
| Philippe Leroy     | Klaus                    |
| Giuseppe Addobbati | Stumm                    |
| Nino Bignamini     | Adolph                   |
| Marino Masé        | Atherton                 |
| Piero Vida         | Dagportier               |

## Titel
The Night Porter (De nachtportier) slaat op Max Aldorfer, de voormalige SS-officier. Hij werkt na de oorlog als nachtportier in een chic Weens hotel. In de film bekent hij zijn misdaden en zegt in de nacht te werken omdat hij het daglicht niet meer kan verdragen.

## Achtergrond
Liliana Cavani staat bekend als regisseur van films met controversiële onderwerpen, vaak met beelden die de kijker schokken. Zo wordt in haar La Pelle een Italiaans jongetje overreden door een Amerikaanse tank waarbij het kind als overrijpe tomaat ontploft. The Night Porter werd met name in de VS negatief ontvangen. Het koppelen van de gruwelen van de Holocaust aan de seksuele relatie tussen een voormalige beul en zijn slachtoffer schokte de critici. Het idee dat een concentratiekampslachtoffer een seksuele relatie met haar voormalige beul laat herleven was volgens de critici niet realistisch. Cavani laat echter zien dat het stockholmsyndroom waarbij de gijzelaars sympathie gaan opbrengen voor de gijzelnemers en vice versa, ook kan worden toegepast op de concentratiekampbeulen en hun slachtoffers. Lucia (of ze Joods is, wordt niet duidelijk in de film) overleeft het kamp omdat ze het 'seksspeeltje' is van Aldorfer. Het magere lichaam van actrice Charlotte Rampling benadrukt de associatie met de kampslachtoffers: ze is zo uitgeteerd dat elke fysieke aantrekkingskracht verdwenen lijkt. Het lijkt alsof ze gestuurd wordt door een hogere macht om Aldorfer zijn kamptijd te laten herbeleven. Uiteindelijk leidt dit er toe dat hij transformeert van beul naar slachtoffer en schuld bekent.

## Productie
De film werd opgenomen in Italië en Oostenrijk. De concentratiekampscènes werden gefilmd aan de Via Tuscolono in Rome. De operascènes werden opgenomen in de Volksoper in Wenen. Voor de rol van Lucia was aanvankelijk Romy Schneider gevraagd, maar zij weigerde. Ook Mia Farrow en Dominique Sanda werden geopperd voordat Charlotte Rampling de rol kreeg. Dit was met name te danken aan haar rol in Luchino Visconti's La caduta degli dei (The Damned) waarin Dirk Bogarde ook een rol had.

## Muziek
- Portiere di Notte (Daniele Paris)
- Sonata 1950 (Daniele Paris)
- Die Zauberflöte (Wolfgang Amadeus Mozart)
- Wenn ich mir was wünschen dürfte (Friedrich Hollaender)
- Don Juan (Christoph Willibald von Gluck)

## Versies
De film werd in Italië uitgebracht als Il Portiere di notte. De acteurs spreken Italiaans in de film. De stemmen van Charlotte Rampling en Dick Bogarde zijn daarbij door Italiaanse acteurs ingesproken. In de VS en Engeland is de film nagesynchroniseerd in het Engels als The Night Porter, terwijl Rampling en Bogarde hun eigen stemmen inspraken. Inmiddels is de film op DVD uitgebracht als The Night Porter in het Engels.